# Aeroportul Alakanuk
Aeroportul Alakanuk (IATA: AUK, ICAO: PAUK, FAA LID: AUK) este un aeroport din Alaska, Statele Unite ale Americii ce deservește zona Alakanuk⁠(d). Aeroportul a fost tranzitat în 2019 de 6.038 de pasageri. A fost numit după zona deservită.
Situat la o altitudine de 6 m, aeroportul dispune de 1 pistă. Este operat de Alaska Department of Transportation & Public Facilities⁠(d).

## Infrastructură

### Piste
Aeroportul dispune de o singură pistă. Pista 16/34 are dimensiunile 4.000 picioare × 75 picioare. 